# Groene struikvliegenvanger
De groene struikvliegenvanger (Pachycephalopsis hattamensis) is een zangvogel uit de familie Petroicidae (Australische vliegenvangers).

## Verspreiding en leefgebied
Deze soort is endemisch in Nieuw-Guinea en telt vier ondersoorten:
- P. h. hattamensis: noordwestelijk en westelijk-centraal Nieuw-Guinea.
- P. h. ernesti: schiereiland Wandammen (westelijk Nieuw-Guinea).
- P. h. insularis: Japen (nabij noordwestelijk Nieuw-Guinea).
- P. h. lecroyae: oostelijk-centraal Nieuw-Guinea.

## Status
De grootte van de populatie is niet gekwantificeerd maar de soort wordt omschreven als plaatselijk algemeen. Op de Rode lijst van de IUCN heeft deze soort de status niet bedreigd.